# Crescent City (Kalifornija)
Crescent City je grad u američkoj saveznoj državi Kalifornija. Prema popisu stanovništva iz 2010. u njemu je živjelo 7,643 stanovnika. Nalazi se na plemenskom teritoriju Tolowa Indijanaca, na mjestu gdje se nalazilo njihovo selo Tatlatunne.